# SEAT Córdoba
SEAT Córdoba – samochód osobowy klasy aut miejskich produkowany przez hiszpańską markę SEAT w latach 1993–2009.

## Pierwsza generacja

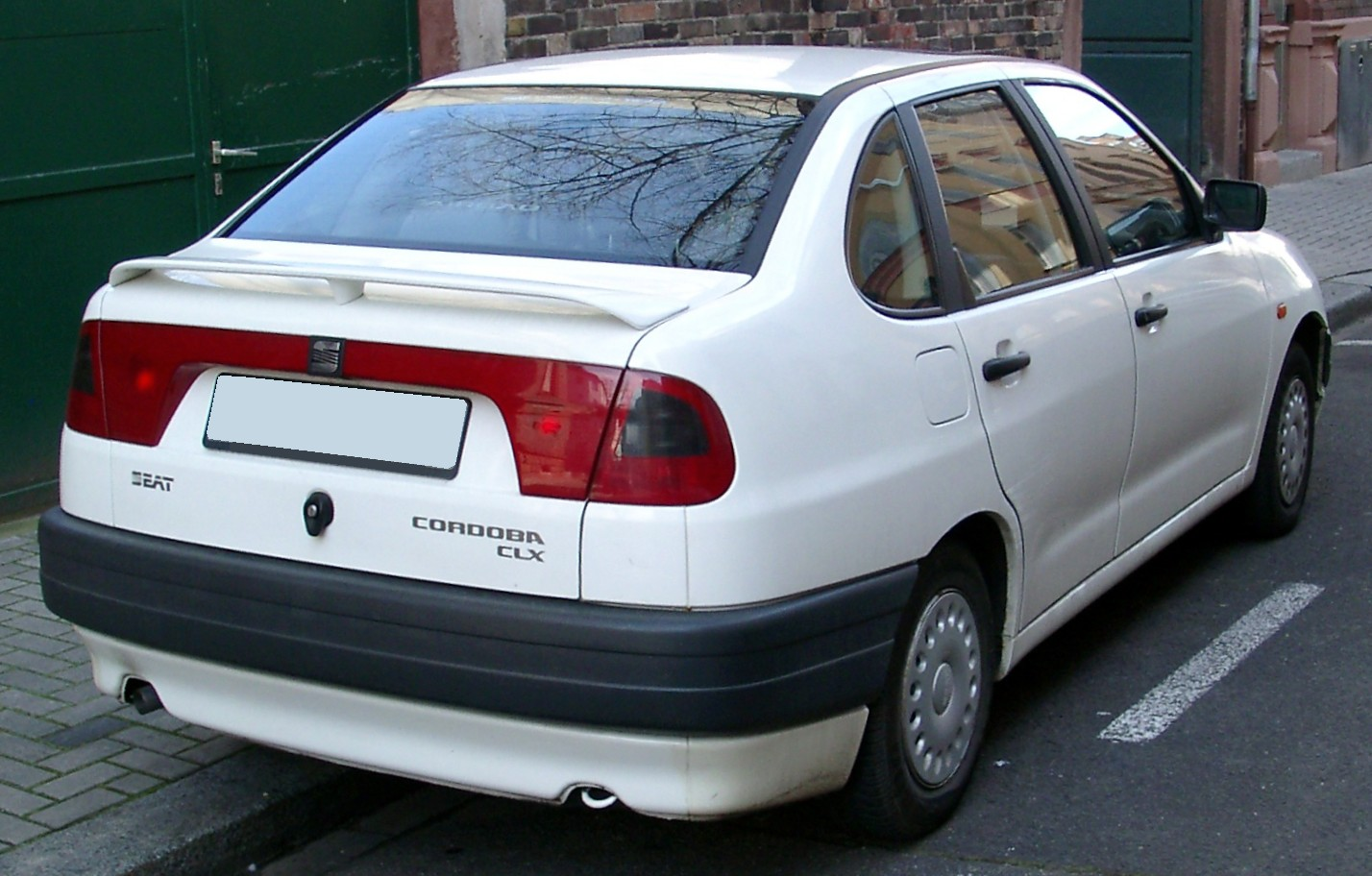
SEAT Córdoba I – tył

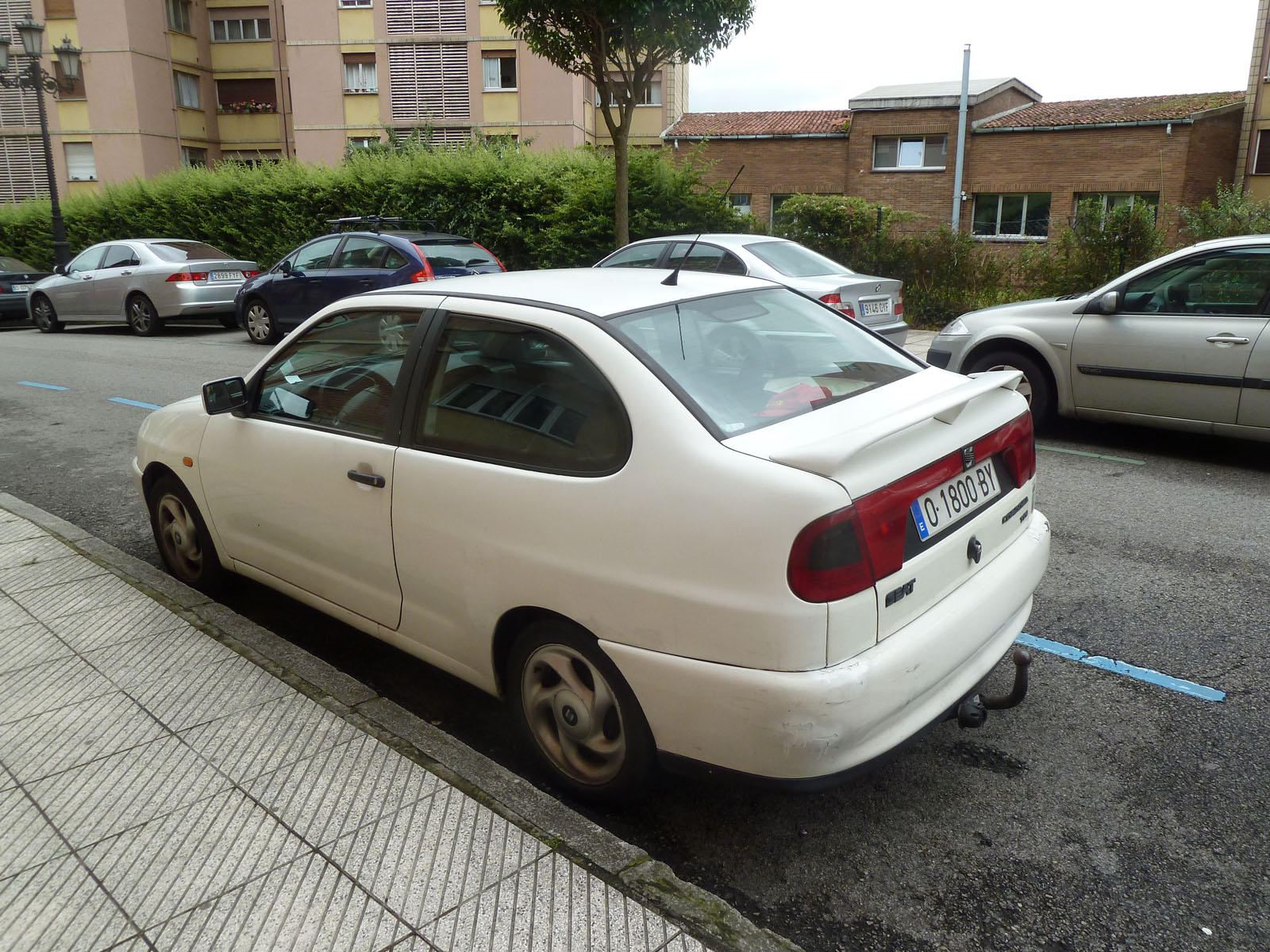
SEAT Córdoba I Coupe

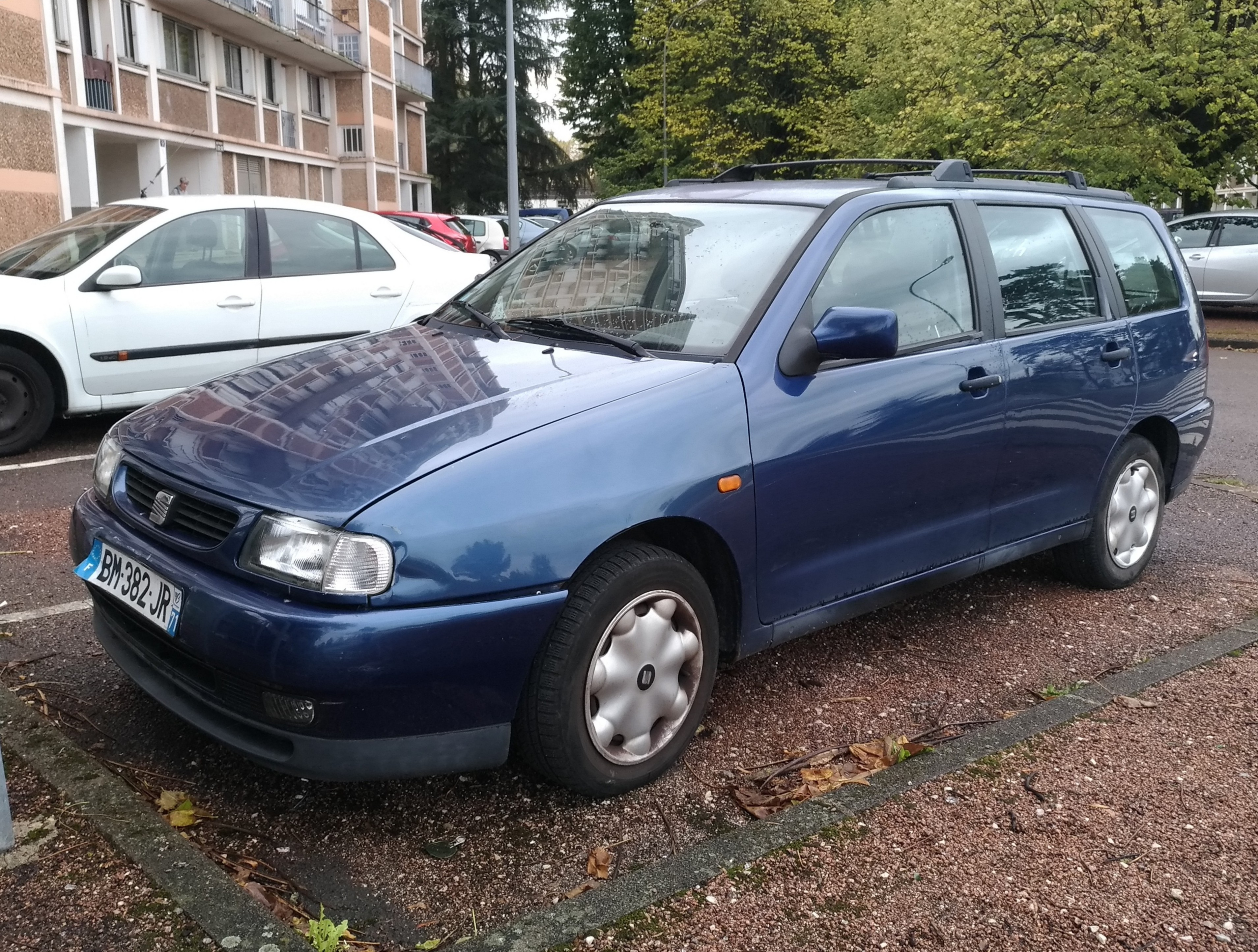
SEAT Córdoba I Vario przed liftingiem

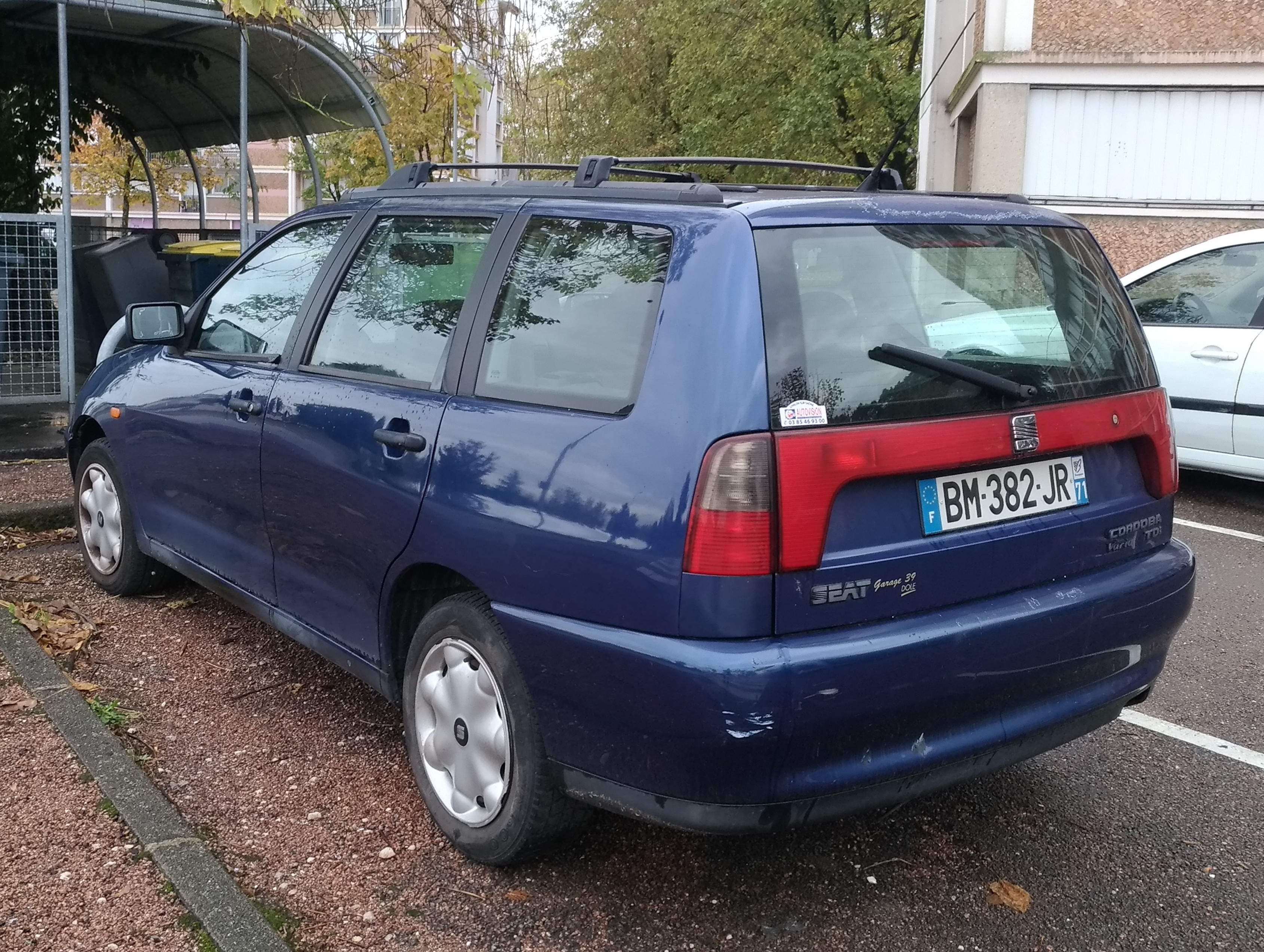
SEAT Córdoba I Vario tył

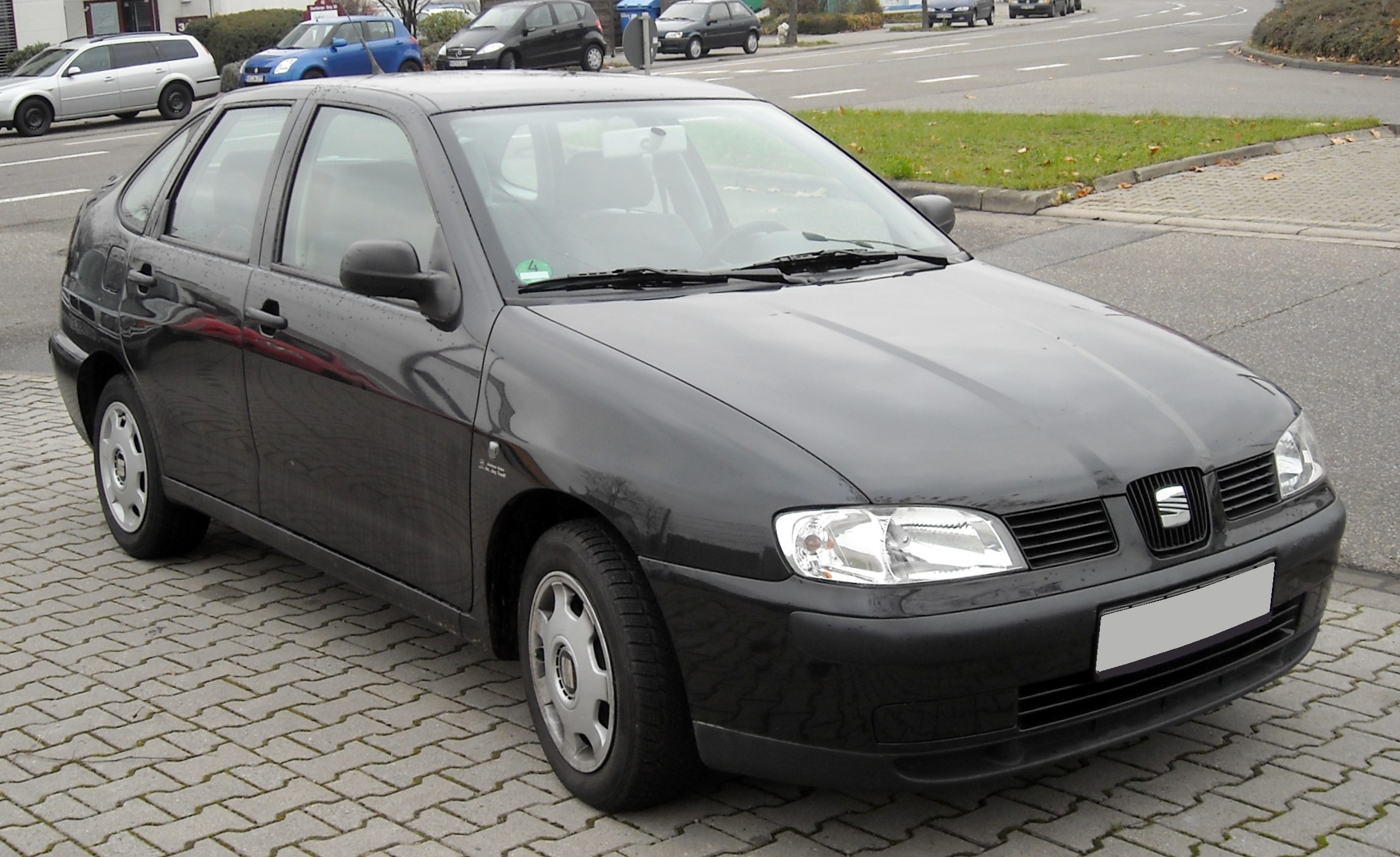
SEAT Córdoba I po liftingu

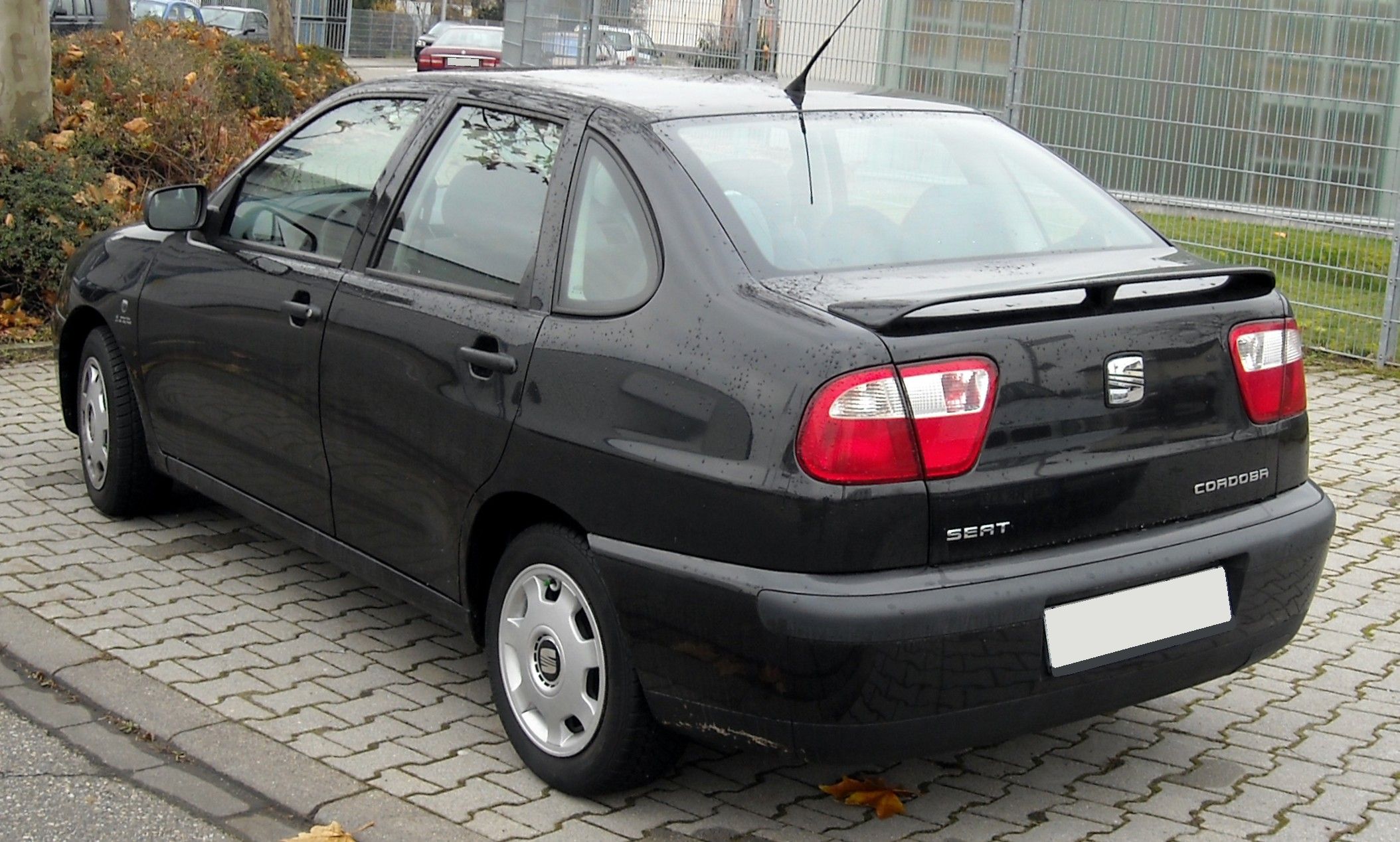
SEAT Córdoba I – tył po liftingu

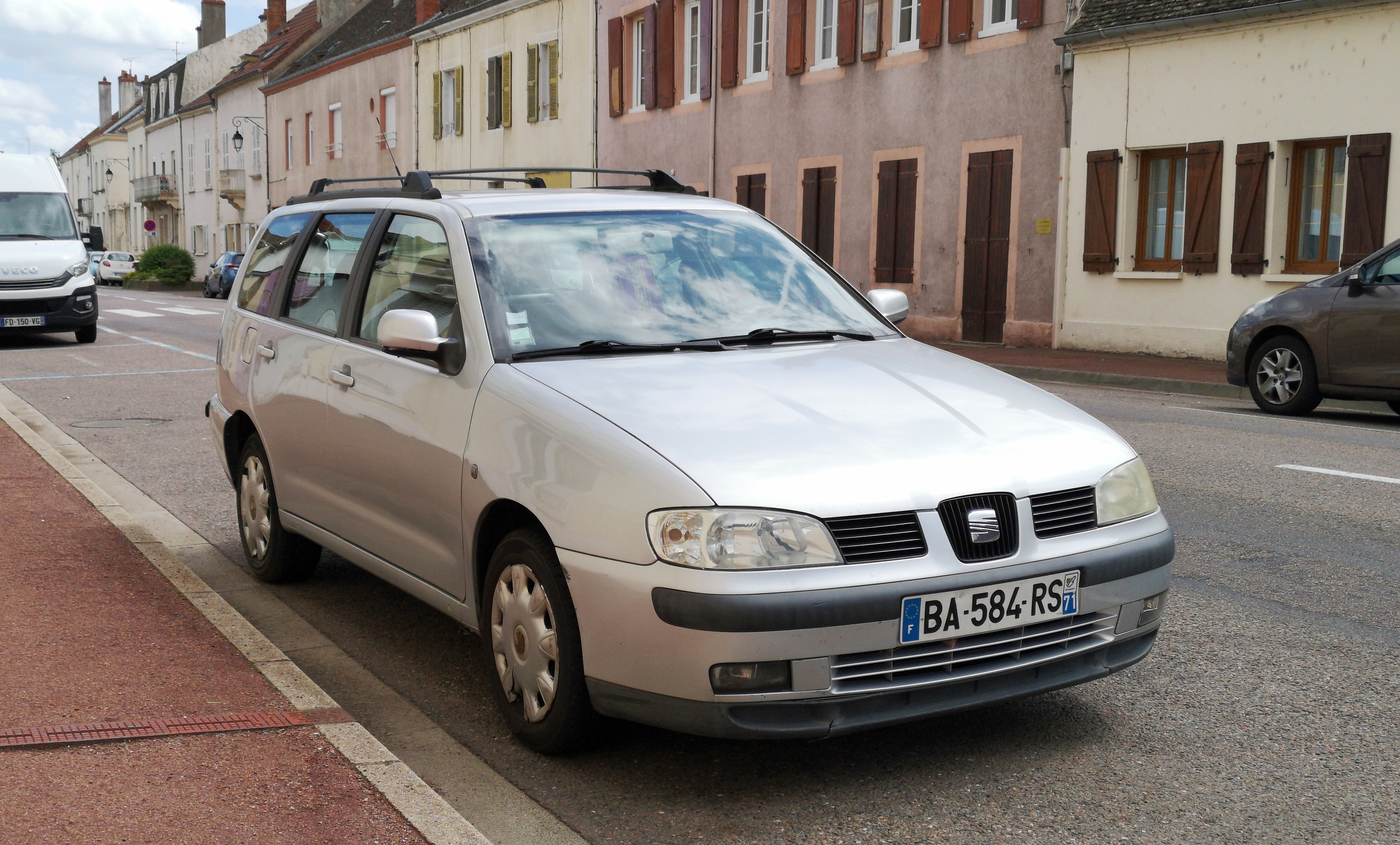
SEAT Córdoba I Vario po liftingu

SEAT Córdoba I został zaprezentowany po raz pierwszy w 1993 roku.
Cordoba pojawiła się w ofercie jako następca modelu Málaga. Platforma auta A03 posłużyła do skonstruowania m.in. Ibizy II oraz Volkswagena Polo III. W latach 1996–2003 oprócz sedana oferowano wersję coupe (SX) oraz kombi (Vario). Wersja kombi była odpowiednikiem produkowanego równolegle Volkswagena Polo Variant (kombi) i podobnie jak sedan, przeszedł w 1999 roku facelifting. Cordoby SX i Cupra występowały w odmianach 6k2 mk1 (odmiana pierwsza, 1993–1996), 6k2 mk2 (odmiana druga, 1996–1999) oraz 6k2 mk3 (1999–2002). Zarówno SX, jak i Cupra były to wersje 2-drzwiowe.

### Silniki

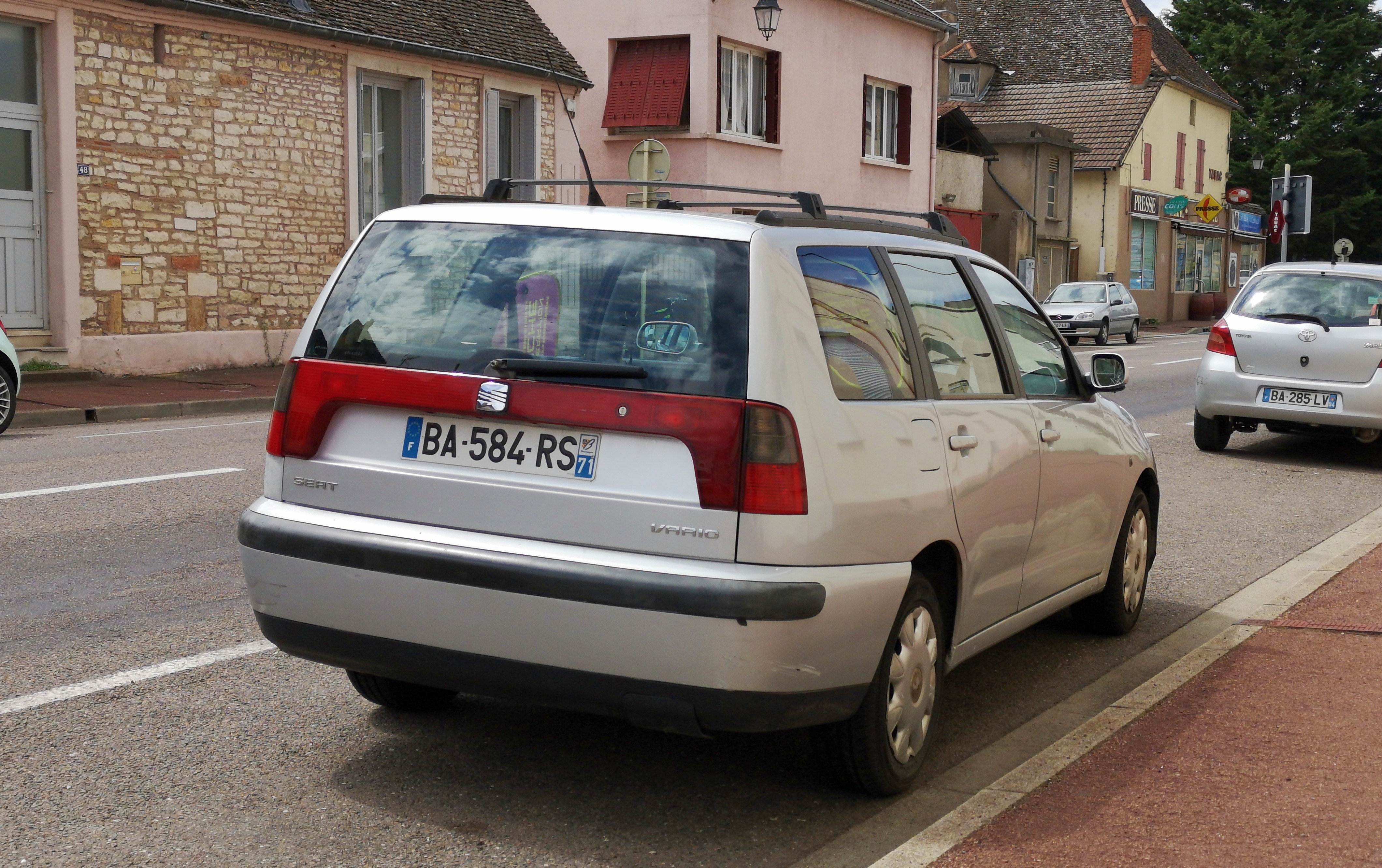
SEAT Córdoba I Vario tył po liftingu

#### Silniki benzynowe
|                                              | 1,4                              | 1,4                              | 1,4                               | 1,6                              | 1,6                              | 1,6                              | 1,6                               | 1,8                              | 1,8                          | 2,0                              | 2,0                              | 2,0                                |
| Okres produkcji                              | 06/1994–11/1995                  | 09/1995–07/1999                  | 06/1997–07/1999                   | 02/1993–08/1994                  | 09/1994–07/1999                  | 05/1997–12/1998                  | 09/1995–07/1999                   | 02/1993–07/1999                  | 11/1993–07/1996              | 02/1993–07/1996                  | 04/1996–07/1999                  | 08/1996–07/1999                    |
| Typ silnika                                  |                                  |                                  |                                   |                                  |                                  |                                  |                                   |                                  |                              |                                  |                                  |                                    |
| Oznaczenie typu silnika                      | ABD                              | AEX, APQ                         | AFH                               | ABU                              | 1F                               | AEE                              | AFT                               | ABS, ADZ, ACC                    | ADL                          | 2E                               | AGG                              | ABF                                |
| Rodzaj budowy silnika                        | Silnik benzynowy R4              | Silnik benzynowy R4              | Silnik benzynowy R4               | Silnik benzynowy R4              | Silnik benzynowy R4              | Silnik benzynowy R4              | Silnik benzynowy R4               | Silnik benzynowy R4              | Silnik benzynowy R4          | Silnik benzynowy R4              | Silnik benzynowy R4              | Silnik benzynowy R4                |
| Liczba zaworów na cylinder                   | 2                                | 2                                | 4                                 | 2                                | 2                                | 2                                | 2                                 | 2                                | 4                            | 2                                | 2                                | 4                                  |
| Typ rozrządu                                 | OHC, pasek zębaty                | OHC, pasek zębaty                | DOHC, pasek zębaty                | OHC, pasek zębaty                | OHC, pasek zębaty                | OHC, pasek zębaty                | OHC, pasek zębaty                 | OHC, pasek zębaty                | DOHC, pasek zębaty           | OHC, pasek zębaty                | OHC, pasek zębaty                | DOHC, pasek zębaty                 |
| Zasilanie paliwem                            | Wtrysk jednopunktowy             | Wtrysk wielopunktowy             | Wtrysk wielopunktowy              | Wtrysk jednopunktowy             | Wtrysk jednopunktowy             | Wtrysk wielopunktowy             | Wtrysk wielopunktowy              | Wtrysk jednopunktowy             | Wtrysk wielopunktowy         | Wtrysk wielopunktowy             | Wtrysk wielopunktowy             | Wtrysk wielopunktowy               |
| Doładowanie                                  | –                                | –                                | –                                 | –                                | –                                | –                                | –                                 | –                                | –                            | –                                | –                                | –                                  |
| Chłodzenie                                   | Chłodzenie cieczą                | Chłodzenie cieczą                | Chłodzenie cieczą                 | Chłodzenie cieczą                | Chłodzenie cieczą                | Chłodzenie cieczą                | Chłodzenie cieczą                 | Chłodzenie cieczą                | Chłodzenie cieczą            | Chłodzenie cieczą                | Chłodzenie cieczą                | Chłodzenie cieczą                  |
| Średnica x skok tłoka                        | 75,0 × 78,7 mm                   | 76,5 × 75,6 mm                   | 76,5 × 75,6 mm                    | 76,5 × 86,9 mm                   | 81,0 × 77,4 mm                   | 76,5 × 86,9 mm                   | 81,0 × 77,4 mm                    | 81,0 × 86,4 mm                   | 81,0 × 86,4 mm               | 82,5 × 92,8 mm                   | 82,5 × 92,8 mm                   | 82,5 × 92,8 mm                     |
| Pojemność skokowa                            | 1391 cm³                         | 1390 cm³                         | 1390 cm³                          | 1598 cm³                         | 1595 cm³                         | 1598 cm³                         | 1595 cm³                          | 1781 cm³                         | 1781 cm³                     | 1984 cm³                         | 1984 cm³                         | 1984 cm³                           |
| Stopień sprężania                            | 9,2:1                            | 10,2:1                           | 10,5:1                            | 9,5:1                            | 9,0:1                            | 9,8:1                            | 10,5:1                            | 10,0:1                           | 10,5:1                       | 10,0:1                           | 9,6:1                            | 10,5:1                             |
| Maksymalna moc                               | 44 kW (60 KM) przy 5200 obr./min | 44 kW (60 KM) przy 4700 obr./min | 74 kW (100 KM) przy 6000 obr./min | 55 kW (75 KM) przy 5200 obr./min | 55 kW (75 KM) przy 5200 obr./min | 55 kW (75 KM) przy 4800 obr./min | 74 kW (100 KM) przy 5800 obr./min | 66 kW (90 KM) przy 5500 obr./min | 95 kW (129 PS) przy 6000/min | 85 kW (115 KM) bei 5400 obr./min | 85 kW (115 KM) bei 5400 obr./min | 110 kW (150 PS) przy 6000 obr./min |
| maksymalny moment obrotowy                   | 107 Nm przy 2400–2800 obr./min   | 116 Nm przy 2800–3200 obr./min   | 128 Nm przy 4400 obr./min         | 125 Nm przy 3400 obr./min        | 125 Nm przy 2600 obr./min        | 135 Nm przy 2800–3600 obr./min   | 140 Nm przy 3500 obr./min         | 145 Nm przy 2700–2900 obr./min   | 165 Nm przy 4800 obr./min    | 166 Nm przy 3200 obr./min        | 166 Nm przy 2600 obr./min        | 180 Nm przy 4200–5000 obr./min     |
| Przenoszenie napędu                          |                                  |                                  |                                   |                                  |                                  |                                  |                                   |                                  |                              |                                  |                                  |                                    |
| Typ napędu                                   | Napęd przedni                    | Napęd przedni                    | Napęd przedni                     | Napęd przedni                    | Napęd przedni                    | Napęd przedni                    | Napęd przedni                     | Napęd przedni                    | Napęd przedni                | Napęd przedni                    | Napęd przedni                    | Napęd przedni                      |
| Skrzynia biegów, seryjnie                    | 5-biegowa ręczna                 | 5-biegowa ręczna                 | 5-biegowa ręczna                  | 5-biegowa ręczna                 | 5-biegowa ręczna                 | 5-biegowa ręczna                 | 5-biegowa ręczna                  | 5-biegowa ręczna                 | 5-biegowa ręczna             | 5-biegowa ręczna                 | 5-biegowa ręczna                 | 5-biegowa ręczna                   |
| Skrzynia biegów, opcjonalnie                 | –                                | –                                | –                                 | –                                | –                                | –                                | –                                 | 4-biegowa automatyczna           | –                            | –                                | –                                | –                                  |
| Osiągi (Córdoba)                             |                                  |                                  |                                   |                                  |                                  |                                  |                                   |                                  |                              |                                  |                                  |                                    |
| Prędkość maksymalna                          | 157 km/h                         | 157 km/h                         | 188 km/h                          | 170 km/h                         | 170 km/h                         | 170 km/h                         | 188 km/h                          | 182 km/h (180 km/h)              | 206 km/h                     | 195 km/h                         | 195 km/h                         | 216 km/h                           |
| Przyspieszenie, 0–100 km/h                   | 16,1 s                           | 15,6 s                           | 10,9 s                            | 12,5 s                           | 13,4 s                           | 13,2 s                           | 10,7 s                            | 11,7 s (14,2 s)                  | 9,1 s                        | 10,1 s                           | 10,1 s                           | 8,2 s                              |
| Zużycie paliwa na 100 km (w cyklu mieszanym) | 7,0 l                            | 6,9 l                            | 7,3 l                             | 7,4 l                            | 7,4 l                            | 7,2 l                            | 7,8 l                             | 7,6 l (8,2 l)                    | 7,8 l                        | 7,2 l                            | 7,4 l                            | 7,9 l                              |
| Emisja CO2 (w cyklu mieszanym)               | b.d.                             | 158 g/km                         | 175 g/km                          | b.d.                             | 182 g/km                         | 173 g/km                         | 187 g/km                          | 190 g/km (221 g/km)              | 191 g/km                     | b.d.                             | 190 g/km                         | 202 g/km                           |
| Osiągi (Córdoba Vario)                       |                                  |                                  |                                   |                                  |                                  |                                  |                                   |                                  |                              |                                  |                                  |                                    |
| Prędkość maksymalna                          | –                                | 155 km/h                         | 160 km/h                          | 160 km/h                         | 160 km/h                         | 165 km/h                         | 186 km/h                          | –                                | –                            | –                                | –                                | –                                  |
| Przyspieszenie, 0–100 km/h                   | –                                | 16,4 s                           | 14,5 s                            | 14,5 s                           | 14,5 s                           | 13,3 s                           | 10,9 s                            | –                                | –                            | –                                | –                                | –                                  |
| Zużycie paliwa na 100 km (w cyklu mieszanym) | –                                | 6,8 l                            | 7,3 l                             | 7,3 l                            | 7,3 l                            | 7,6 l                            | 7,9 l                             | –                                | –                            | –                                | –                                | –                                  |
| Emisja CO2 (w cyklu mieszanym)               | –                                | 162 g/km                         | –                                 | –                                | –                                | 181 g/km                         | 189 g/km                          | –                                | –                            | –                                | –                                | –                                  |

- Dostępność silników zależna jest od rynku, modelu i wersji wyposażenia.

1. ↑  Dane w nawiasach („() “) podane są dla automatycznej skrzyni biegów.

#### Silniki Diesla
|                                              | 1,9 D                            | 1,9 D                            | 1,9 SDI                          | 1,9 TD                           | 1,9 TDI                                            | 1,9 TDI                                            |
| Okres produkcji                              | 11/1993–07/1996                  | 08/1996–12/1996                  | 09/1995–07/1999                  | 02/1993–05/1997                  | 08/1996–07/1999                                    | 05/1997–07/1999                                    |
| Typ silnika                                  |                                  |                                  |                                  |                                  |                                                    |                                                    |
| Oznaczenie typu silnika                      | 1Y                               | 1Y                               | AEY                              | AAZ                              | 1Z, AHU                                            | AFN                                                |
| Rodzaj budowy silnika                        | Silnik Diesla R4                 | Silnik Diesla R4                 | Silnik Diesla R4                 | Silnik Diesla R4                 | Silnik Diesla R4                                   | Silnik Diesla R4                                   |
| Liczba zaworów na cylinder                   | 2                                | 2                                | 2                                | 2                                | 2                                                  | 2                                                  |
| Typ rozrządu                                 | OHC, pasek zębaty                | OHC, pasek zębaty                | OHC, pasek zębaty                | OHC, pasek zębaty                | OHC, pasek zębaty                                  | OHC, pasek zębaty                                  |
| Zasilanie paliwem                            | Wtrysk pośredni                  | Wtrysk pośredni                  | Wtrysk bezpośredni               | Wtrysk pośredni                  | Wtrysk bezpośredni                                 | Wtrysk bezpośredni                                 |
| Doładowanie                                  | –                                | –                                | –                                | Turbosprężarka                   | Turbosprężarka, chłodnica powietrza doładowującego | Turbosprężarka, chłodnica powietrza doładowującego |
| Chłodzenie                                   | Chłodzenie cieczą                | Chłodzenie cieczą                | Chłodzenie cieczą                | Chłodzenie cieczą                | Chłodzenie cieczą                                  | Chłodzenie cieczą                                  |
| Bohrung × Hub                                | 79,5 × 95,5 mm                   | 79,5 × 95,5 mm                   | 79,5 × 95,5 mm                   | 79,5 × 95,5 mm                   | 79,5 × 95,5 mm                                     | 79,5 × 95,5 mm                                     |
| Pojemność skokowa                            | 1896 cm³                         | 1896 cm³                         | 1896 cm³                         | 1896 cm³                         | 1896 cm³                                           | 1896 cm³                                           |
| Stopień sprężania                            | 23,0:1                           | 23,0:1                           | 19,5:1                           | 22,5:1                           | 19,5:1                                             | 19,5:1                                             |
| Maksymalna moc                               | 50 kW (68 KM) przy 4400 obr./min | 47 kW (64 KM) przy 4400 obr./min | 47 kW (64 KM) przy 4200 obr./min | 55 kW (75 KM) przy 4200 obr./min | 66 kW (90 KM) przy 4000 obr./min                   | 81 kW (110 KM) przy 4150 obr./min                  |
| maksymalny moment obrotowy                   | 127 Nm przy 2200–2600 obr./min   | 124 Nm przy 2000–3000 obr./min   | 125 Nm przy 2200–2800 obr./min   | 150 Nm przy 2400–3400 obr./min   | 202 Nm przy 1900 obr./min                          | 235 Nm przy 1900 obr./min                          |
| Przenoszenie napędu                          |                                  |                                  |                                  |                                  |                                                    |                                                    |
| Typ napędu                                   | Napęd przedni                    | Napęd przedni                    | Napęd przedni                    | Napęd przedni                    | Napęd przedni                                      | Napęd przedni                                      |
| Skrzynia biegów                              | 5-biegowa ręczna                 | 5-biegowa ręczna                 | 5-biegowa ręczna                 | 5-biegowa ręczna                 | 5-biegowa ręczna                                   | 5-biegowa ręczna                                   |
| Osiągi (Córdoba)                             |                                  |                                  |                                  |                                  |                                                    |                                                    |
| Prędkość maksymalna                          | 165 km/h                         | 165 km/h                         | 165 km/h                         | 171 km/h                         | 180 km/h                                           | 193 km/h                                           |
| Przyspieszenie, 0–100 km/h                   | 15,3 s                           | 16,9 s                           | 16,7 s                           | 14,0 s                           | 12,5 s                                             | 10,6 s                                             |
| Zużycie paliwa na 100 km (w cyklu mieszanym) | 5,9 l                            | 5,8 l                            | 5,0 l                            | 5,9 l                            | 4,9 l                                              | 4,9 l                                              |
| Emisja CO2 (w cyklu mieszanym)               | 158 g/km                         | 157 g/km                         | 135 g/km                         | 159 g/km                         | 132 g/km                                           | 132 g/km                                           |
| Osiągi (Córdoba Vario)                       |                                  |                                  |                                  |                                  |                                                    |                                                    |
| Prędkość maksymalna                          | –                                | –                                | 155 km/h                         | –                                | 176 km/h                                           | 190 km/h                                           |
| Przyspieszenie, 0–100 km/h                   | –                                | –                                | 16,9 s                           | –                                | 12,5 s                                             | 10,6 s                                             |
| Zużycie paliwa na 100 km (w cyklu mieszanym) | –                                | –                                | 5,1 l                            | –                                | 5,0 l                                              | 5,0 l                                              |
| Emisja CO2 (w cyklu mieszanym)               | –                                | –                                | 136 g/km                         | –                                | 134 g/km                                           | 134 g/km                                           |

- Dostępność silników zależna jest od rynku, modelu i wersji wyposażenia.

Cupra w pierwszej odmianie Cordoby wyposażona była w silnik 2.0 o mocy maksymalnej 150 KM. Kupno używanej Cordoby z silnikiem 1.8 lub 2.0 na polskim rynku wtórnym jest niezwykle trudne, bowiem wersje te nigdy nie znalazły się w polskich salonach.
Najmocniejszą odmianą Cordoby był model Cupra. Auto występowało w drugiej fazie modelu. Napędzał ją znany silnik 1.8T konstrukcji VW o mocy 156 KM. Auto bardzo rzadko spotykane na rynku wtórnym.

### Córdoba w sporcie motorowym
W roku 1998 w cyklu rajdów mistrzostw świata pojawiła się pierwsza ewolucja Cordoby WRC. Zgodnie z regulaminem FIA auto posiadało silnik o pojemności 1995 cm³ i mocy ponad 300 KM. Auto doczekało się trzech ewolucji, z których żadna nie odniosła znaczących sukcesów na rajdowych trasach.

## Druga generacja

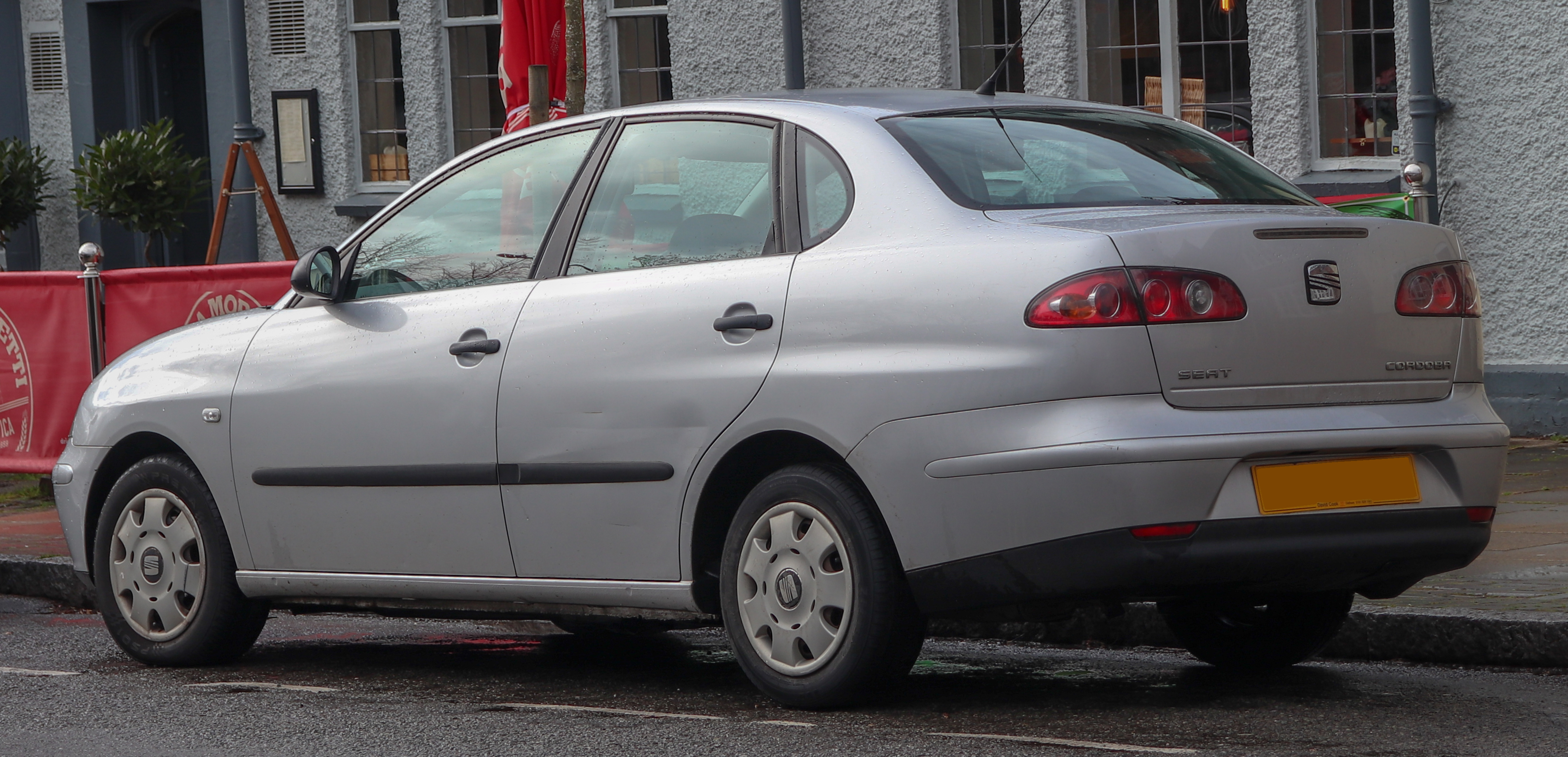
SEAT Córdoba II – tył

SEAT Córdoba II został zaprezentowany po raz pierwszy podczas Salonu samochodowego w Paryżu w 2002 roku.
Córdoba II jest ponownie wersją sedan modelu Ibiza. Samochód był produkowany od września 2002 roku. W pierwszych egzemplarzach modelu montowano cztery jednostki napędowe. Były to benzynowe silniki – 1.4 o mocy 75 KM i 2.0 dysponujący mocą 115 KM oraz dwa diesle – 1.9 SDi, który miał zaledwie 64 KM oraz mocniejszy, 100-konny 1.9 TDi. Już od października tego samego roku do gamy silników dołączyły kolejne 4 jednostki napędowe.
Produkcję Cordoby II zakończono w lutym 2009 roku bez bezpośredniego następcy. Ofertę trójbryłowego modelu w ofercie przejęło czwarte wcielenie Toledo.